# Agalbursa de Cervera
Agalbursa de Cervera (1140 – Oristano, 1186/1192) è stata Giudicessa consorte di Arborea e Regina consorte di Sardegna.

## Biografia

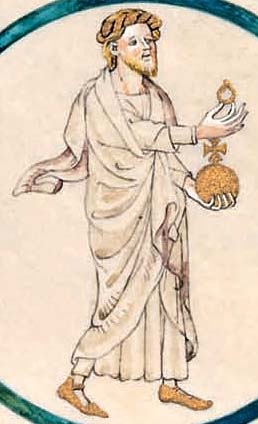
Miniatura raffigurante Raimondo Berengario IV di Barcellona, zio di Agalbursa e combinatore del suo matrimonio con Barisone I

Nipote del Conte di Barcellona  Raimondo Berengario IV da parte di madre in quanto figlia di Almodis e di Poncho de Cervera, Visconte di Bas, Agalbursa nell'ottobre 1157 si sposò con il sovrano arborense Barisone I, da cui non ebbe figli.
Durante la permanenza a Genova di Barisone, trattenuto lì dal Comune di Genova, governò con molte peripezie il regno. Per un certo periodo, poi, lo raggiunse e trascorse con lui la prigionia, durata otto anni.
Dopo la morte del marito appoggiò suo nipote Ugone, che si era alleato con Genova e la Corona di Aragona, figlio di Ugo Poncho de Bas, nella contesa per il trono d’Arborea contro Pietro I, appoggiato da Pisa, figlio di primo letto di Barisone. Successivamente la situazione degenerò in una vera e propria guerra civile: l'8 ottobre del 1186, a Genova, Agalbursa, accompagnata dal conte Ruggero Bernardo I di Foix e da altri nobili catalani, stipulò con il console Guglielmo Tornello un trattato in cui la repubblica marinara assicurava un aiuto militare ed economico alla giudicessa vedova per muovere guerra a Pietro I. Si muoveva in favore di Ugone I anche lo zio Alfonso II il Casto, il quale fece mandare degli armati a prendere possesso, nel 1187, del castello di Serla, al confine con il giudicato di Torres. Interessato ad indebolire Pietro I, anche il sovrano logudorese Barisone II supportò la fazione iberica, garantendo vettovaglie e forniture di cavalli ai soldati aragonesi. Tuttavia Agalbursa morì prima di giungere ad un compromesso con il rivale o ad una vittoria totale; grazie ai riscontri sui documenti si sa infatti che nel 1192 risultava già deceduta.